# Mistrzostwa Azji w Lekkoatletyce 1983
5. Mistrzostwa Azji w Lekkoatletyce – zawody lekkoatletyczne, które w roku 1983 odbyły się w Kuwejcie.

## Rezultaty

### Mężczyźni
| Konkurencja                   | Złoto                 | Złoto     | Srebro                  | Srebro    | Brąz                       | Brąz      |
| Bieg na 100 m                 | Suchart Chairsuvaparb | 10.47     | Sumet Promna            | 10.52     | Mohammed Purnomo           | 10.60     |
| Bieg na 200 m                 | Sumet Promna          | 21.39     | Mohammed Purnomo        | 21.63     | Chang Jae-keun             | 21.70     |
| Bieg na 400 m                 | Isidro del Prado      | 46.24     | Aouf Abdulrahman Yousef | 46.74     | Mohamed Nordin Jadi        | 46.76     |
| Bieg na 800 m                 | Najem Abdullah Mutlaq | 1:49.43   | Khalid Khalifa          | 1.49.97   | Wang Lung-hua              | 1:49.98   |
| Bieg na 1500 m                | Suresh Yadav          | 3:44.74   | Susumu Yoshida          | 3.45.67   | Najem Abdullah Mutlaq      | 3.45.77   |
| Bieg na 5000 m                | Zhang Guowei          | 14:07.72  | Raj Kumar               | 14.22.56  | Park Kyung-duk             | 14.25.85  |
| Bieg na 10 000 m              | Zhang Guowei          | 29.45.41  | Park Kyung-duk          | 30.04.89  | Mohammad Vojdanzadeh       | 30.20.88  |
| Bieg na 110 m przez płotki    | Wu Ching-jing         | 13.90     | Yu Zhicheng             | 14.16     | Ahmed Hamada Jassim        | 14.24     |
| Bieg na 400 m przez płotki    | Ahmed Hamada Jassim   | 49.43     | Shigenori Ohmori        | 50.69     | Lin Cheng-jih              | 51.09     |
| Bieg na 3000 m z przeszkodami | Hwang Wen-cheng       | 8.59.85   | Hector Begeo            | 8.55.57   | Anokh Singh                | 9.05.80   |
| Sztafeta 4 x 100 m            | Chiny                 | 40.16     | Tajlandia               | 40.25     | Korea Południowa           | 40.60     |
| Sztafeta 4 x 400 m            | Irak                  | 3:07.98   | Indie                   | 3:11.02   | Filipiny                   | 3:11.09   |
| Chód na 20 km                 | Chand Ram             | 1:30.14   | Zhang Fuzin             | 1:32.14   | Buta Singh                 | 1:43:19   |
| Skok wzwyż                    | Zhu Jianhua           | 2.31      | Qassim Mohammed         | 2.10      | Chin Yi-shik Javid Soghadi | 2.05      |
| Skok o tyczce                 | Zhang Chen            | 5.00      | Guu Jin-shoei           | 4.80      | Sunder Singh Tanwar        | 4.50      |
| Skok w dal                    | Liu Yuhuang           | 7.97      | Lee Bou-chai            | 7.70      | Koji Umemoto               | 7.60      |
| Trójskok                      | Mai Guoqiang          | 16.25     | Yasushi Ueta            | 16.10     | Park Young-jun             | 15.80     |
| Pchnięcie kulą                | Mohammed Al-Zinkawi   | 17.90     | Balwinder Singh         | 16.89     | Iqbal Singh                | 16.72     |
| Rzut dyskiem                  | Li Weinan             | 55.40     | Ajmer Singh             | 52.30     | Nejim Abdulrazak           | 51.00     |
| Rzut młotem                   | Xie Yingqi            | 65.78     | Masayuki Kawata         | 65.60     | Raghubir Singh Bal         | 60.52     |
| Rzut oszczepem                | Masami Yoshida        | 79.50     | Kazuhiro Mizoguchi      | 70.16     | Chen Hung-yen              | 68.20     |
| Dziesięciobój                 | Lee Fu-an             | 7641 pkt. | Guu Jin-shoei           | 7438 pkt. | Takeshi Kojo               | 7277 pkt. |

### Kobiety
| Konkurencja                | Złoto                | Złoto     | Srebro          | Srebro    | Brąz                                          | Brąz      |
| Bieg na 100 m              | Lydia de Vega        | 11.82     | Valapa Pinij    | 12.01     | Shen Su-feng                                  | 12.07     |
| Bieg na 200 m              | Lydia de Vega        | 24.07     | P.T. Usha       | 24.68     | Mo Myung-hee                                  | 24.72     |
| Bieg na 400 m              | P.T. Usha            | 54.20     | Junko Yoshida   | 54.65     | Lydia de Vega                                 | 55.66     |
| Bieg na 800 m              | Huo Lianzhu          | 2.08.92   | Im Chun-sil     | 2.09.20   | Geng Xiuquan                                  | 2.10.02   |
| bieg na 1500 m             | Geng Xiuquan         | 4.30.72   | Gao Suju        | 4.31.10   | Kim Lyong-soon                                | 4.31.13   |
| Bieg na 3000 m             | Kim Lyong-soon       | 9.39.64   | Kim Chun-hwa    | 9.41.34   | Kim Soon-hwa                                  | 9.47.19   |
| Bieg na 100 m przez płotki | Emi Sasaki (Akimoto) | 13.63     | Liu Huajin      | 13.82     | Lin Yueh-hsiang                               | 14.04     |
| Bieg na 400 m przez płotki | Yoko Sato            | 59.89     | Chizuko Akimoto | 59.95     | Agrifina de la Cruz                           | 61.26     |
| Sztafeta 4 x 100 m         | Tajlandia            | 46.12     | Chińskie Tajpej | 46.42     | Japonia                                       | 46.47     |
| Sztafeta 4 x 400 m         | Tajlandia            | 3:48.62   | Chińskie Tajpej | 3:58.52   | Jordania                                      | 4:17.41   |
| Skok wzwyż                 | Zheng Dazhen         | 1.84      | Ge Ping         | 1.84      | Kim Hee-sun                                   | 1.81      |
| Skok w dal                 | Liao Wenfen          | 6.21      | Elma Muros      | 6.09      | Huang Donghuo                                 | 6.08      |
| Pchnięcie kulą             | Lu Cheng             | 17.38     | So Bok-hui      | 14.61     | Woo Kyon-sun                                  | 14.12     |
| Rzut dyskiem               | Jiao Yunxiang        | 53.00     | Chun Hwa-kyung  | 47.20     | Jeanette Ayoub                                | 37.06     |
| Rzut oszczepem             | Xin Xiaoli           | 53.48     | Lee Huei-cheng  | 42.48     | Tylko dwie zawodniczki oddały mierzone próby. | -         |
| Siedmiobój                 | Hisako Hashimoto     | 5486 pkt. | Ye Lianying     | 5394 pkt. | Chen Jin-yun                                  | 5075 pkt. |

## Klasyfikacja medalowa
| Klasyfikacja medalowa | Klasyfikacja medalowa | Klasyfikacja medalowa | Klasyfikacja medalowa | Klasyfikacja medalowa | Klasyfikacja medalowa |
| --------------------- | --------------------- | --------------------- | --------------------- | --------------------- | --------------------- |
| Miejsce               | Kraj                  |                       |                       |                       |                       |
| 1                     | Chiny                 | 16                    | 6                     | 2                     | 24                    |
| 2                     | Japonia               | 4                     | 7                     | 3                     | 14                    |
| 3                     | Tajlandia             | 4                     | 3                     | 0                     | 7                     |
| 4                     | Chińskie Tajpej       | 3                     | 6                     | 6                     | 15                    |
| 5                     | Indie                 | 3                     | 5                     | 5                     | 13                    |
| 6                     | Filipiny              | 3                     | 2                     | 3                     | 8                     |
| 7                     | Kuwejt                | 2                     | 1                     | 2                     | 5                     |
| 8                     | Korea Północna        | 1                     | 3                     | 1                     | 5                     |
| 9                     | Irak                  | 1                     | 2                     | 1                     | 4                     |
| 10                    | Bahrajn               | 1                     | 0                     | 1                     | 2                     |
| 11                    | Korea Południowa      | 0                     | 2                     | 9                     | 11                    |
| 12                    | Indonezja             | 0                     | 1                     | 1                     | 2                     |
| 13                    | Malezja               | 0                     | 0                     | 1                     | 1                     |
| 13                    | Iran                  | 0                     | 0                     | 1                     | 1                     |
| 13                    | Jordania              | 0                     | 0                     | 1                     | 1                     |
| 13                    | Liban                 | 0                     | 0                     | 1                     | 1                     |